# فیروزه (بازیگر)
فیروزه عظیمی یا فیروزه بازیگر اسبق سینمای ایران بود. او که توسط نصرت‌الله وحدت به سینما معرفی شد در عرض مدت کوتاهی در چهار فیلم سینمایی شرکت کرد ولی بالاخره پس از یک سال کار در سینما به دلیل مخالفت خانواده از فعالیت دست کشید.
او پس از شرکت در فیلم «مردان خشن» تصمیم گرفت نام هنری خود را به دلارام تغییر دهد ولی به دلیل ترک این حرفه هیچ‌وقت موفق نشد از نام هنری جدید خود در سینما استفاده کند.

## بازیگر
1. شوهر پاستوریزه (۱۳۵۰)
2. قصاص (۱۳۵۰)
3. مردان خشن (۱۳۵۰)
4. نوبر اصفهان (۱۳۵۰)